# CACNG4
CACNG4 (англ. Calcium voltage-gated channel auxiliary subunit gamma 4) – білок, який кодується однойменним геном, розташованим у людей на короткому плечі 17-ї хромосоми. Довжина поліпептидного ланцюга білка становить 327 амінокислот, а молекулярна маса — 36 579.
| 10         |  | 20         |  | 30         |  | 40         |  | 50         |
| ---------- |  | ---------- |  | ---------- |  | ---------- |  | ---------- |
| MVRCDRGLQM |  | LLTTAGAFAA |  | FSLMAIAIGT |  | DYWLYSSAHI |  | CNGTNLTMDD |
| GPPPRRARGD |  | LTHSGLWRVC |  | CIEGIYKGHC |  | FRINHFPEDN |  | DYDHDSSEYL |
| LRIVRASSVF |  | PILSTILLLL |  | GGLCIGAGRI |  | YSRKNNIVLS |  | AGILFVAAGL |
| SNIIGIIVYI |  | SSNTGDPSDK |  | RDEDKKNHYN |  | YGWSFYFGAL |  | SFIVAETVGV |
| LAVNIYIEKN |  | KELRFKTKRE |  | FLKASSSSPY |  | ARMPSYRYRR |  | RRSRSSSRST |
| EASPSRDVSP |  | MGLKITGAIP |  | MGELSMYTLS |  | REPLKVTTAA |  | SYSPDQEASF |
| LQVHDFFQQD |  | LKEGFHVSML |  | NRRTTPV    |  |            |  |            |

A: Аланін

C: Цистеїн

D: Аспарагінова кислота

E: Глутамінова кислота

F: Фенілаланін

G: Гліцин

H: Гістидин

I: Ізолейцин

K: Лізин

L: Лейцин

M: Метіонін

N: Аспарагін

P: Пролін

Q: Глутамін

R: Аргінін

S: Серин

T: Треонін

V: Валін

W: Триптофан

Кодований геном білок за функціями належить до іонних каналів, потенціалзалежних каналів, фосфопротеїнів. 
Задіяний у таких біологічних процесах, як транспорт іонів, транспорт, транспорт кальцію. 
Білок має сайт для зв'язування з іоном кальцію. 
Локалізований у клітинній мембрані, мембрані.